# Устюжское княжество
Устюжское княжество (1364 — 1474) — древнерусское удельное княжество в составе Ростовской земли в 1364 году, в период феодальной раздробленности на Руси. Его столицей был город Великий Устюг.

## История
Устюжское княжество было создано в 1364 году бывшим ростовским князем Константином Васильевичем, который был вынужден уступить престол Андрею Фёдоровичу. Однако, уже на следующий год Константин умер от моровой язвы.
Вероятно, удел просуществовал до 1474 года, когда было ликвидировано Ростовское княжество, после чего был включён в состав Великого княжества Московского.

## Известные князья
| Имя                   | Годы правления |
| --------------------- | -------------- |
| Константин Васильевич | 1364 — 1365    |